# Heteronyx maluensis
Heteronyx maluensis är en skalbaggsart som beskrevs av Brenske 1889. Heteronyx maluensis ingår i släktet Heteronyx och familjen Melolonthidae. Inga underarter finns listade i Catalogue of Life.